# Tízoc azték uralkodó
Tízoc (1436 – 1486, Tenocstitlan) az Azték Birodalom hetedik uralkodója (Hueyi Tlatoani) volt 1481 és 1486 között. Nevének jelentése „beteg láb” vagy „tüskékkel átszúrt láb”.

## Élete
Tízoc I. Moctezuma unokája, az előző és a következő uralkodó, Axayácatl és Ahuízotl testvére volt. Axayácatl 1481-ben bekövetkezett halálakor annak gyermekei még nem érték el az uralkodáshoz szükséges életkort, így került Tízoc a trónra. Első hadjáratát Metztitlán ellen vezette, ám a várost nem sikerült elfoglalnia, csak körülbelül 40 foglyot ejtett. Hogy elnyerje az istenek védelmét, elkezdte újjáépíttetni a tenocstitlani teocallit (azonban a munkák csak utódja alatt fejeződtek be 1487-ben), valamint megszervezte a birodalom első postarendszerét. Későbbi hadjáratai sem voltak túl sikeresek, bár a róla elnevezett Tízoc-kő oldalán látható faragványok összesen 15 hódításáról számolnak be (igaz, ezek egy részének valódiságát történészek megkérdőjelezik). Összességében is viszonylag jelentéktelen, gyengekezű, egyesek gyáva uralkodónak tartották, valószínűleg ezért mérgezte meg 1486-ban Iztapalapan és Tlachco ura, Techotlala és Maxtlaton.